# 苧ヶ瀬池
苧ヶ瀬池（おがせいけ）は、岐阜県各務原市にある池である。農業用の灌漑用ため池とされているが、古くからある池であり、様々な伝説がある。

## 概況
周囲は約2 km。ある伝説によれば、奈良時代の宝亀年間（770年頃）に、一晩でできたというが、築造時期は定かではない。この池の水は枯れることはないという。
池には大蛇、龍神が住むと言われており、竜宮城の入り口があるともいう。苧ヶ瀬池の鯉は神の使いとされている。
江戸時代以前より桜、藤、睡蓮の名所として知られていた。睡蓮は2006年頃にほぼ全滅したため、現在は回復のための活動がなされている。
龍神が住むという伝説から、古くから信仰の対象とされている。池の中には八大竜王堂が祭られ、池の周囲には、薬王院、八大竜王本殿、八大白龍大神、苧ヶ瀬神社など数多くの寺社がある。

## 所在地
- 岐阜県各務原市各務おがせ町7丁目
  - 八木三山の愛宕山（標高268.5 m）の山頂から西700 mほどの山麓に位置する[2]。すぐ南600 mほどには、ため池の「郷戸池」がある。西1.3 kmには各務山（標高170 m）がある。

## その他
毎年7月第3（または第4）土曜日には、「おがせ池夏まつり」が開催され、花火大会も実施される。この夏祭りでは舟山と呼ばれる多数の提灯を飾りつけた舟が池上を周回する。

## 交通アクセス
- 名鉄各務原線 苧ヶ瀬駅より徒歩で約10分。

## 関連画像

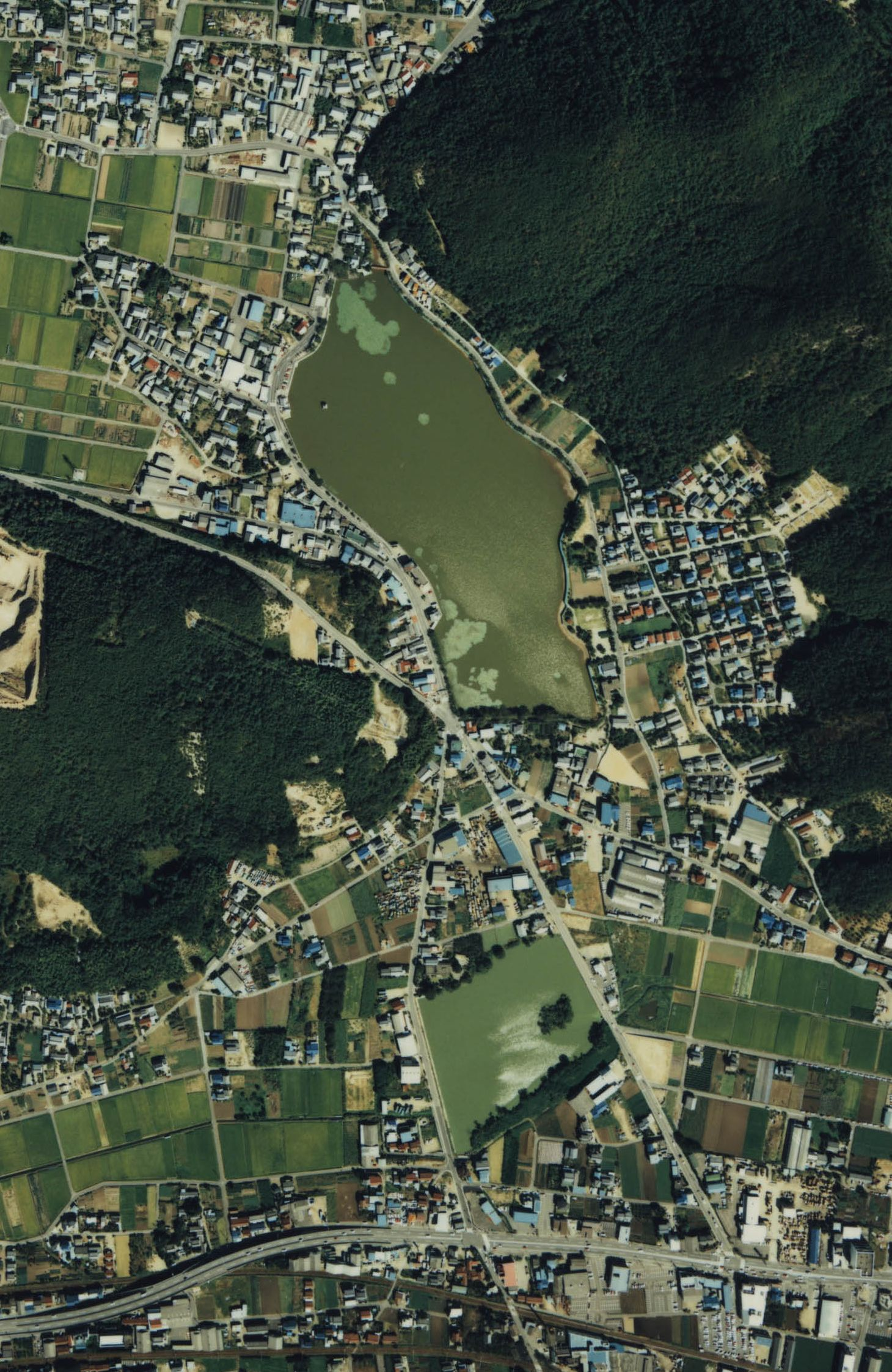
国土交通省 国土地理院 地図・空中写真閲覧サービスの空中写真を基に作成 上が苧ヶ瀬池、下が郷戸池（1987年撮影）
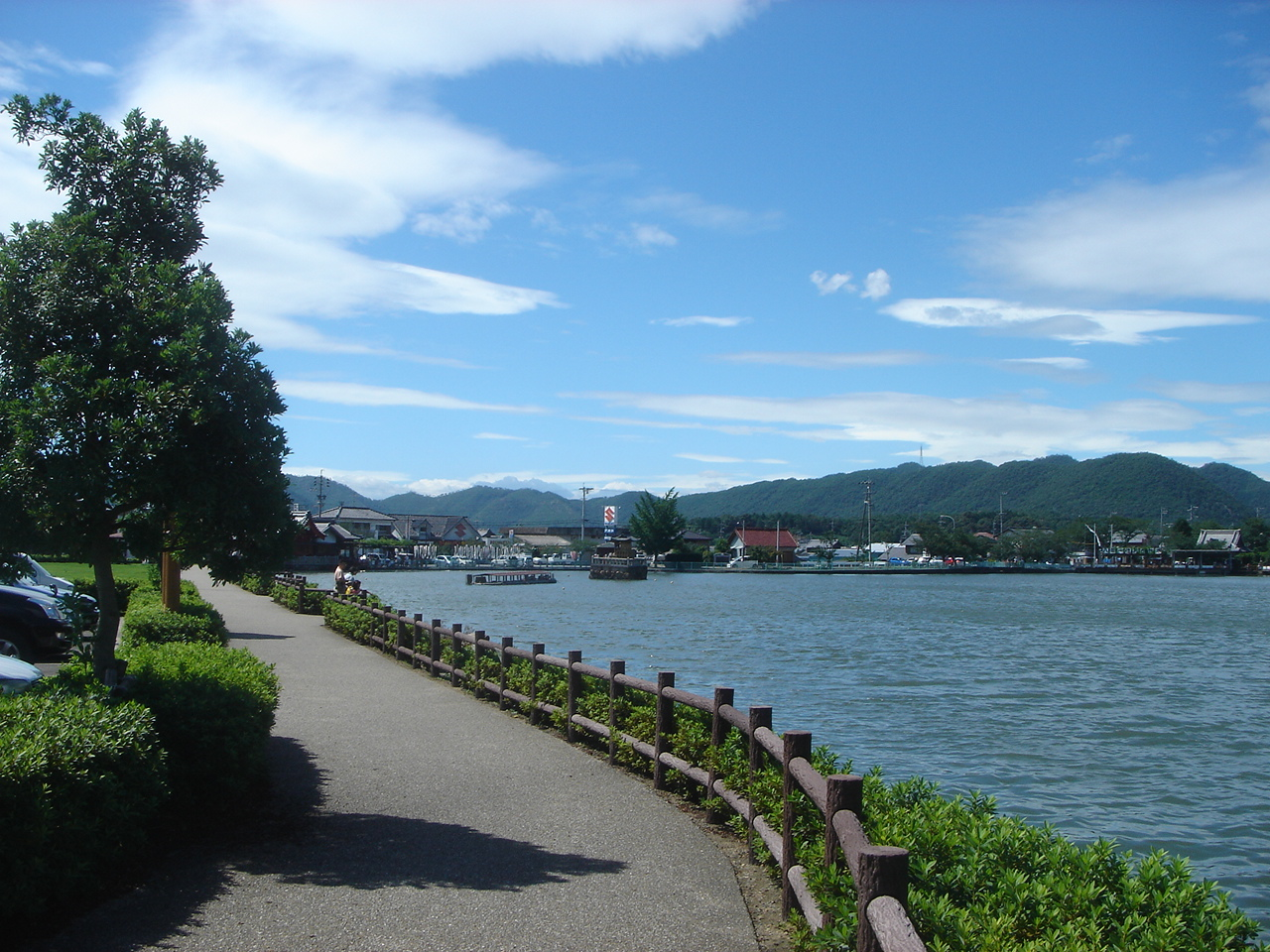
西側より北を望む（2007年撮影）